# Gouvernement Brundtland III

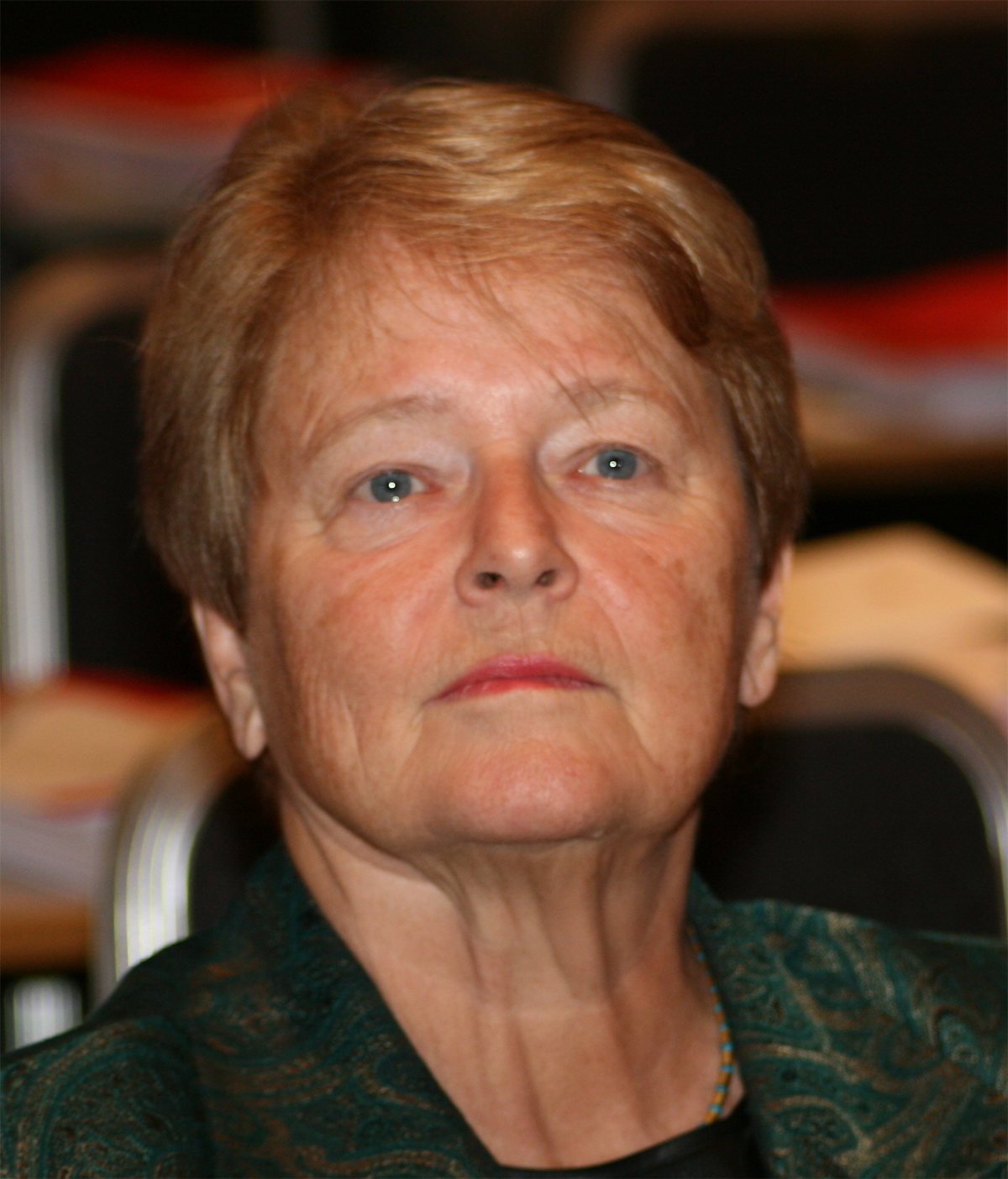
Gro Harlem Brundtland, ministre d'État.

Le gouvernement Brundtland III était le gouvernement du royaume de Norvège du 3 novembre 1990 au 24 octobre 1996.

## Coalition
Il était dirigé par le ministre d'État travailliste Gro Harlem Brundtland et constitué du seul Parti du travail (AP).
Soutenu par 63 députés sur 165 au Storting lors de son premier mandat, il succédait en cours de mandat au gouvernement du conservateur Jan Peder Syse. Aux élections législatives de 1993, il a remporté 4 députés de plus et conservé le pouvoir. À la suite de la démission de Brundtland en 1996, il a été remplacé par le gouvernement du travailliste Thorbjørn Jagland.

## Composition
| Fonction | Titulaire                                 | Titulaire                                    | Parti |
| --- | ----------------------------------------- | -------------------------------------------- | ----- |
| Ministre d'État |                                           | Gro Harlem Brundtland                        | AP    |
| Ministre des Affaires étrangères                                                                                                 |                                           | Thorvald Stoltenberg (jusqu'au 01/04/1993)   | AP    |
| Ministre des Affaires étrangères                                                                                                 | Johan Jørgen Holst (jusqu'au 13/01/1994)  |                                              | AP    |
| Ministre des Affaires étrangères                                                                                                 | Bjørn Tore Godal                          |                                              | AP    |
| Ministre des Finances et des Douanes                                                                                             |                                           | Sigbjørn Johnsen                             | AP    |
| Ministre de l'Industrie Ministre de l'Industrie et de l'Énergie (01/01/1993)                                                     |                                           | Ole Knapp (jusqu'au 03/09/1992)              | AP    |
| Ministre de l'Industrie Ministre de l'Industrie et de l'Énergie (01/01/1993)                                                     | Finn Kristensen (jusqu'au 06/10/1993)     |                                              | AP    |
| Ministre de l'Industrie Ministre de l'Industrie et de l'Énergie (01/01/1993)                                                     | Jens Stoltenberg                          |                                              | AP    |
| Ministre du Développement international                                                                                          |                                           | Grete Faremo (jusqu'au 03/09/1992)           | AP    |
| Ministre du Développement international                                                                                          | Kari Nordheim-Larsen                      |                                              | AP    |
| Ministre du Commerce et de la Marine marchande                                                                                   |                                           | Eldrid Nordbø (jusqu'au 14/11/1991)          | AP    |
| Ministre du Commerce et de la Marine marchande                                                                                   | Bjørn Tore Godal (jusqu'au 23/01/1994)    |                                              | AP    |
| Ministre du Commerce et de la Marine marchande                                                                                   | Grete Knudsen                             |                                              | AP    |
| Ministre de la Défense |                                           | Johan Jørgen Holst (jusqu'au 01/04/1993)     | AP    |
| Ministre de la Défense | Jørgen Hårek Kosmo                        |                                              | AP    |
| Ministre de la Pêche |                                           | Oddrun Pettersen (jusqu'au 03/09/1992)       | AP    |
| Ministre de la Pêche | Jan Henry T. Olsen                        |                                              | AP    |
| Ministre de la Santé et des Affaires sociales Ministre de la Santé (04/09/1992)                                                  |                                           | Tove Veierød (jusqu'au 03/09/1992)           | AP    |
| Ministre de la Santé et des Affaires sociales Ministre de la Santé (04/09/1992)                                                  | Werner Christie (jusqu'au 21/12/1995)     |                                              | AP    |
| Ministre de la Santé et des Affaires sociales Ministre de la Santé (04/09/1992)                                                  | Gudmund Hernes                            |                                              | AP    |
| Ministre des Affaires sociales (04/09/1992)                                                                                      |                                           | Grete Knudsen (jusqu'au 23/01/1994)          | AP    |
| Ministre des Affaires sociales (04/09/1992)                                                                                      | Hill-Marta Solberg                        |                                              | AP    |
| Ministre des Transports et des Communications                                                                                    |                                           | Kjell Olav Opseth                            | AP    |
| Ministre des Affaires locales Ministre des Affaires locales et du Travail (01/01/1993)                                           |                                           | Kjell Borgen (jusqu'au 03/09/1992)           | AP    |
| Ministre des Affaires locales Ministre des Affaires locales et du Travail (01/01/1993)                                           | Gunnar Berge                              |                                              | AP    |
| Ministre du Pétrole et de l'Énergie (dissout le 31/12/1992)                                                                      |                                           | Finn Kristensen                              | AP    |
| Ministre de la Justice et de la Police                                                                                           |                                           | Kari Gjesteby (jusqu'au 03/09/1992)          | AP    |
| Ministre de la Justice et de la Police                                                                                           | Grete Faremo                              |                                              | AP    |
| Ministre du Travail et de l'Administration publique Ministre de l'Administration publique (01/01/1993)                           |                                           | Tove Strand Gerhardsen (jusqu'au 03/09/1992) | AP    |
| Ministre du Travail et de l'Administration publique Ministre de l'Administration publique (01/01/1993)                           | Oddny Aleksandersen (jusqu'au 06/10/1993) |                                              | AP    |
| Ministre du Travail et de l'Administration publique Ministre de l'Administration publique (01/01/1993)                           | Nils Olav Totland                         |                                              | AP    |
| Ministre de la Jeunesse et de la Famille                                                                                         |                                           | Matz Sandman(jusqu'au 14/11/1991)            | AP    |
| Ministre de la Jeunesse et de la Famille                                                                                         | Grete Berget                              |                                              | AP    |
| Ministre de l'Agriculture |                                           | Gunhild Øyangen                              | AP    |
| Ministre de l'Environnement |                                           | Thorbjørn Berntsen                           | AP    |
| Ministre des Affaires ecclésiastiques et de la Culture Ministre de la Culture (01/01/1993)                                       |                                           | Åse Kleveland                                | AP    |
| Ministre de l'Éducation et de la Recherche Ministre des Affaires ecclésiastiques, de l'Éducation et de la Recherche (01/01/1993) |                                           | Gudmund Hernes (jusqu'au 21/12/1995)         | AP    |
| Ministre de l'Éducation et de la Recherche Ministre des Affaires ecclésiastiques, de l'Éducation et de la Recherche (01/01/1993) | Reidar Sandal                             |                                              | AP    |